# Црква Светог пророка Илије у Лесковици
Црква Светог пророка Илије је православна црква у месту Лесковица, жупанија Караш-Северин, Румунија. Припада Епархији темишварској Српске православне цркве.

## Историја
Према неким изворима у Лесковици је 1717. године саграђена црква дашчара, о чему би могла да посведочи чињеница да су најстарије црквене књиге са почетка 18. века. Међутим, пописи из 1757. и 1775. године не помињу постојање цркве, већ само свештеника. Запис из 1787. изричито наводи да у месту парохијске цркве нема, да се богослужење врши у школи. Слично се наводи и две године касније, да се богослужење обавља у некој кући. Садашња црква је саграђена 1792. године, а по невеликој зиданој површини, могло би се претпоставити на темељима неке старије цркве. Дораде и прераде можда потичу из 1850. године, када је у цркви радио сликар Михаило Поповић из Оравице. На металној капији порте, означена је 1904. година као време предузимања већих радова на храму. Неповољне прилике током и после Првог светског рата, условиле су да стање цркве 1938. године буде веома лоше, о чему је писао месни свештенк. Обнова храма је предузета тек 1960. године, а поред грађевинских радова, у цркви је радио сликар аматер Велизар Павловић из Темишвара, који је чистио и освежавао постојеће иконе.
Здање је у облику крста, са лучном олтарском апсидом, док се торањ ослања на западни зид и два спољна стуба, образујући отворено предворје. У торњу су смештена три звона. Црквене књиге су углавном из 18. и 19. века. Подигнута је у црквеној порти мермерна пирамида са именима мештана страдалих током Првог светског рата. Поред храмовне славе, мештани као заветину обележавају празник Светих Ћирила и Методија.

## Иконостас
Иконографски садржај на зиданој олтарској прегради подсећа на радове из 18. века. Царске двери су столарске, али је у њима очуван стародревни оригинални живопис. Зидови и сводови су осликани, и има пуно појединачних икона.
Од иконостаса су приказане на царским дверима Благовести и Свети јеванђелисти, престоне иконе Свети Никола, Богородица, Спаситељ и Претеча, централна икона Васкрсење Христово, бочно са обе стране иконе Светих апостола, у највишем регистру централно Богородица, бочно са обе стране старозаветни пророци  и у луку тематскисклоп Распећа.